# بني حطام
 بني حطام تقع عزلة (مجموعة قرى وهي وحدة إدارية اقل من المديرية وتسمى مركز أيضا)في مديرية وصاب السافل غرب محافظة ذمار وتعتبر
من أكبر التجمعات السكانية في وصاب إذ يبلغ تعداد سكانها 20000 نسمة وكانت سابقا مركز النفوذ الأول في المديرية وخاصة
أثناء فترة المملكة المتوكلية اليمنية يعمل معظم السكان في التجارة والحرف اليدوية وخاصة صناعة الانسجة (الحياكة) وصناعة المدايع (الاراجيل الطويل) ويعقد بها سوق ذائع الصيت يوم الخميس من كل اسبوع يسمى سوق الدعيمة إلا أن وصول الطرق إلى كل المناطق الجبلية قلل من أهمية السوق وتراجع النشاط التجاري فيه الامر الذي أدى إلى الهجرة إلى المدن المجاورة وخاصة الحديدة 0 والان بعض ابنائها يعملون في حياكه المقاطب (المعاوز) والبعض الآخر وهم الأغلبية الساحقه هاجروا بني حطام إلى السعودية وبعض المحافظات القريبه ك صنعاء والحديدة والجراحي وتعز. ويشتهر أبناء بني حطام بالتجارة قديما وحديثا اذ ان أكبر رؤؤس الاموال في الحديدة ومدينه جده السعودية ينتمون لهذه المنطقة العريقة. حتى ان البعض أطلق على أبناء بني حطام «حضارم الشمال» نظرا لما يتمتعوا به من ذكاء وتجاره وصدق وأمانه.
ينتمي إلى بني حطام العديد من الشخصيات الهامة التي لعبت دورا سياسيا ونضاليا على مستوى اليمن ومنهم الشهيد الخادم غالب الوجيه (وزير المالية في حكومة الدستور 1948)والذي تم اعدامة في حجة بعد فشل الحركة الانقلابية، وكذلك ابنه محمد الخادم الوجيه
الذي تقلد عدة مناصب وزارية على مدى الربع القرن الماضي وكذلك عمر عبده الدوير وكيل وزارة التربية في السبعينيات.